# 永田英太郎
永田 英太郎（ながた えいたろう、1911年（明治44年）11月4日 - 2002年（平成14年）9月19日）は、日本の実業家。栃木県出身。元栃木市長。永田製作所創業者。栃木市名誉市民。

## 来歴
1911年（明治44年）、栃木県栃木町（現栃木市）に生まれる。1930年（昭和5年）に旧制栃木県立栃木中学校（現 栃木県立栃木高等学校）、1934年に立教大学文学部を卒業。
1956年、栃木市教育委員に就任し、その翌年に永田製作所を創設。1965年に栃木市教育委員長、1969年に栃木商工会議所副会頭となる。
1979年、第11代栃木市長に就任。1988年、勲四等瑞宝章を受章。
2002年（平成14年）、逝去。享年92（満91歳没）。